# Virata di bordo
Virata di bordo è un'opera teatrale di Titina De Filippo, scritta nel 1960 e messa in scena per la prima volta nell'ottobre del 1960 al Teatro Eliseo di Roma, con Nino Taranto, Isa Danieli e Angela Luce tra gli interpreti.

## Trama
Nocera Inferiore. La casa del ricco ex comandante di navi Aristide Contelmo è continuamente invasa da parenti e amici senza scrupoli. Aristide, tormentato dalla morte prematura della moglie e di due figli, suicidatisi, è enormemente preoccupato dal comportamento del terzo figlio, il giovane Armando, che si è chiuso in un inesplicabile mutismo. In verità, Armando ha scoperto di non essere figlio di Aristide, bensì frutto di una relazione adulterina della madre. Dopo la rivelazione fatta all'incredulo padre e alla conseguente crisi familiare, il rapporto tra i due si ricompone in un rinnovato sentimento che seppure non nasce dal vincolo di sangue, poggia adesso sull'affetto di una sincera comprensione reciproca.

## Poetica
Il testo, pur avendo tutte le caratteristiche della commedia leggera borghese, ha una sostanza fondamentalmente drammatica che scava profondamente nell'essenza degli affetti più delicati, dell'onestà familiare, del fedele vincolo coniugale, del rapporto di fiducia e stima tra padri e figli.